# Ловеринг, Дэвид
Дэвид Ловеринг (род. 6 декабря 1961 года) — американский музыкант и иллюзионист. Он наиболее известен как барабанщик альтернативной рок-группы Pixies, к которой он присоединился в 1986 году. После распада группы в 1993 году Ловеринг играл на ударных в других коллективах, включая The Martinis, Cracker и Nitzer Ebb. Он также работал иллюзионистом, выполняя на сцене научные и основанные на физике эксперименты. Когда Pixies воссоединились в 2004 году, Ловеринг вернулся в группу в качестве барабанщика.

## Биография

### Ранние годы
Дэвид Ловеринг родился в Берлингтоне, Массачусетс. Он научился играть на барабанах в подростковом возрасте и начал выступать в школьной группе. По словам его друга Джона Мерфи, Ловеринга всегда очень «интересовали барабаны». После окончания средней школы Ловеринг изучал электротехнику в Технологическом институте Уэнтворт в Бостоне. Работал в магазине электроники Radio Shack. После окончания Уэнтворта в 1985 году, он устроился на работу, где производил лазеры и продолжал играть на барабанах в местных группах, таких как Iz Wizard и Riff Raff. На него повлияло множество различных музыкальных жанров, в том числе группы Steely Dan, Led Zeppelin и Devo.

### Pixies
В День поминовения в 1985 году Ловеринг присутствовал на свадебной церемонии Мерфи и Ким Дил. В январе 1986 года Дил вошла в состав недавно созданной группы Pixies, альтернативной рок-группы, созданной Блэк Фрэнсис и Джоуи Сантьяго. Мерфи предложил Ловерингу пройти прослушивание в группу, у которой все еще не было барабанщика. В 1987 году группа решила записать 18 песен для демо-ленты (The Purple Tape). Ловеринг стал соавтором одной из песен ленты, «Levitate Me» (его единственный крупный авторский вклад в произведения Pixies), и появился на обложке кассеты, бегая голышом спиной к камере. Позже «Levitate Me» появилась на первом альбоме группы Come on Pilgrim, куда вошли еще семь песен, взятых с демо-записи.
В 1988 году Pixies записали свой дебютный студийный альбом под названием Surfer Rosa. Песня «Bone Machine» начинается с 10-секундного барабанного соло. Такие синглы, как «Break My Body» и «River Euphrates» выявили его устойчивый и точный стиль. В 1989 году последовал второй студийный альбом под названием Doolittle. Во время записи альбома Томпсон убедил Ловеринга спеть «La La Love You». В дополнение к барабанам и вокалу Ловеринг играл на бас-гитаре в предпоследнем треке альбома «Silver».
После выпуска альбома Doolittle, отношения между участниками группы стали натянутыми из-за постоянных гастролей и давления, связанного с выпуском трех альбомов за два года. Затем группа отправилась в турне под названием «Fuck or Fight» (рус. Борись или иди нахрен), который был организован после выпуска пластинки и проходил на территории США. Вскоре после этого группа объявила, что они берут перерыв в творческой деятельности. После того, как группа воссоединилась в середине 1990-х, Ловеринг вместе с остальной группой переехал в Лос-Анджелес. The Pixies выпустили еще два альбома, Bossanova (1990) и Trompe le Monde (1991). Лаверинг исполнил вокал в песне «Velouria» из альбома Bossanova. Эта песня рассказывает о его «одержимости» американской певицей Дебби Гибсон. Пикси периодически гастролировали в течение 1991 и 1992 годов. В конце концов они расстались в 1992 году, в основном из-за разногласий между Томпсоном и Дил, хотя публично об этом не было объявлено до 1993 года.

### Другие проекты
После распада Pixies, Ловеринг играл на барабанах с другими артистами, включая Nitzer Ebb, но отклонил приглашение присоединиться к Foo Fighters. Затем Ловеринг играл в группе Сантьяго The Martinis. Вскоре он покинул группу, чтобы стать барабанщиком группы Cracker.
В конце 1990-х друг Ловеринга, Грант-Ли Филлипс, пригласил его на шоу иллюзионистов. Вскоре он стал развиваться в этом направлении. Ловеринг проводил научные и физические эксперименты в лабораторном халате, находясь на сцене. Он избегал традиционных фокусов и предпочитал «более умственные вещи, использующие умственные способности». Он стал частью шоу-кабаре «Нечестивой тройки», которое состояло из трёх магов и исполняло «новый альтернативный, авангардный вид магии». Возобновил игру на барабанах, выступая на концертах Фрэнка Блэка и его группы Frank Black and the Catholics. Он также участвовал в одном из треков альбома The Smitten Sessions группы The Martinis в 2004 году.

### Воссоединение Pixies
К лету 2003 года Ловеринг находился в глубокой депрессии. В интервью 2004 года он рассказал: "Я помню, что ехал в банк, и я был очень расстроен — все, и в финансовом плане, в моей жизни было одним сплошным беспорядком. Я был на дне. Я иду в банк, и тут звонит мой сотовый. Это Джо [Сантьяго], он говорит: «Угадай, что?» Томпсон только что набрал Сантьяго и предлагает воссоединить Pixies. Ловеринг был очень рад.
В 2004 году Ловеринг с группой записали свой новый сингл «Bam Thwok».
Он снимался в документальном фильме LoudQUIETloud 2006 года, в котором рассказывалось о воссоединительном туре Pixies 2004 года. Его отец умер в середине тура, и в результате Ловеринг начал сильно пить. По словам Томпсона (Блэк Фрэнсис), Ловеринг «испортил пару песен» во время ряда живых выступлений. Он гастролировал с Pixies в 2005 и 2006 годах, выступая в Magic Castle по пятницам вместе с The Unholy Three. В 2007 году Ловеринг отыграл благотворительный концерт для Уолли Инграма в составе The Martinis. Позже в том же году он создал новую группу под названием The Hermetic Order of the Golden Dawn, в которую вошли музыканты из Лос-Анджелеса Амит Ительман и Оскар Рей.

## Дискография

### Pixies
- Come On Pilgrim (1987)
- Surfer Rosa (1988)
- Doolittle (1989)
- Bossanova (1990)
- Trompe le Monde (1991)
- Indie Cindy (2014)
- Head Carrier (2016)
- Beneath the Eyrie (2019)

### С Таней Донелли
- Lovesongs for Underdogs (1997)

### С группой Martinis
- The Smitten Sessions (2004)